# Brocchinia (bromelia)
Brocchinia is een geslacht uit de bromeliafamilie (Bromeliaceae). De soorten uit het geslacht komen voor in het Amazonegebied.

## Soorten
- Brocchinia acuminata L.B.Sm.
- Brocchinia amazonica L.B.Sm.
- Brocchinia cataractarum (Sandwith) B.Holst
- Brocchinia cowanii L.B.Sm.
- Brocchinia delicatula L.B.Sm.
- Brocchinia gilmartiniae G.S.Varad.
- Brocchinia hechtioides Mez
- Brocchinia hitchcockii L.B.Sm.
- Brocchinia maguirei L.B.Sm.
- Brocchinia melanacra L.B.Sm.
- Brocchinia micrantha (Baker) Mez
- Brocchinia paniculata Schult. & Schult.f.
- Brocchinia prismatica L.B.Sm.
- Brocchinia reducta Baker
- Brocchinia rupestris (Gleason) B.Holst
- Brocchinia steyermarkii L.B.Sm.
- Brocchinia tatei L.B.Sm.
- Brocchinia uaipanensis (Maguire) Givnish
- Brocchinia vestita L.B.Sm.
- Brocchinia wurdackiana B.Holst